# Kalivody
Kalivody (en allemand : Trübwasser) est une commune du district de Rakovník, dans la région de Bohême-Centrale, en République tchèque. Sa population s'élevait à 100 habitants en 2020.

## Géographie
Kalivody se trouve à 8 km au nord-ouest de Nové Strašecí, à 14 km au nord-est de Rakovník et à 46 km à l'ouest-nord-ouest de Prague.
La commune est limitée par Milý et Přerubenice au nord, par Bdín à l'est, par Řevničov au sud et par Kroučová à l'ouest.

## Histoire
La première mention écrite de la localité date de 1389.